# Habronychus obscuricolor
Habronychus obscuricolor is een keversoort uit de familie soldaatjes (Cantharidae). De wetenschappelijke naam van de soort werd in 1935 gepubliceerd door Maurice Pic.